# Eigil Reimers
Eigil Reimers (10. august 1904 i Aarhus – 11. november 1976 i Sundby, København) var en dansk skuespiller.
Reimers var smedelærling i 1922 og journalistelev på Berlingske Tidende 1923, men fik smag for skuespillet og blev uddannet fra Skolescenens Elevskole 1924-1926.

## Udvalgt filmografi
- Med fuld musik – 1933
- 5 raske piger – 1933
- Fange nr. 1 – 1935
- Kidnapped – 1935
- Min kone er husar – 1935
- Week-End – 1935
- Millionærdrengen – 1936
- Snushanerne – 1936
- En fuldendt gentleman – 1937
- Champagnegaloppen – 1938
- De tre, måske fire – 1939
- I dag begynder livet – 1939
- I de gode gamle dage – 1940
- Sørensen og Rasmussen – 1940
- Far skal giftes – 1941
- Gå med mig hjem – 1941
- Tror du jeg er født i går? – 1941
- Afsporet – 1942
- Alt for karrieren – 1943
- Hans onsdagsveninde – 1943
- Så mødes vi hos Tove – 1946
- Sikken en nat – 1947
- For frihed og ret – 1949
- Café Paradis – 1950
- Een blandt mange – 1961
- Slottet – 1964
- Tænk på et tal – 1969